# Awuley Quaye
Emanuel Awuley Quaye (zm. 25 marca 2024) – ghański piłkarz grający na pozycji obrońcy. W swojej karierze grał w reprezentacji Ghany. Jego synowie Lawrence i Abdullah również byli piłkarzami.

## Kariera klubowa
W swojej karierze piłkarskiej Quaye grał w klubie Great Olympics.

## Kariera reprezentacyjna
W 1978 roku Quaye został powołany do reprezentacji Ghany na Puchar Narodów Afryki 1978. Był w nim kapitanem Ghany i rozegrał pięć meczów: grupowe z Zambią (2:1), z Nigerią (1:1) i z Górną Woltą (3:0), półfinałowym z Tunezją (1:0) i finałowym z Ugandą (2:0). Z Ghaną wywalczył mistrzostwo Afryki.